# Palazzo Comunale (Bra)
Il Palazzo Comunale di Bra è un edificio storico, sede municipale della città di Bra in Piemonte.

## Storia
L'aspetto attuale dell'edificio, di origine medievale, si deve all'intervento operato dall'architetto Bernardo Antonio Vittone nel XVIII secolo. Al 1897 risale invece il grande scalone monumentale che conduce all'atrio del palazzo.

## Descrizione
L'edificio sorge sulla piazza Caduti della Libertà a lato della chiesa di Sant'Andrea.
Presenta uno stile barocco, con facciate in mattone a vista. La sezione centrale della facciata principale, tripartita verticalmente, è caratterizzata da forme convesse. L'accesso è dato da una scala balaustrata che conduce alla grande porta ad arco affiancata da due aperture rettangolari, sovrastate da un oculo circolare ciascuna.
Al suo interno, la Sala Consiliare contiene i busti di celebri braidesi.

## Galleria d'immagini

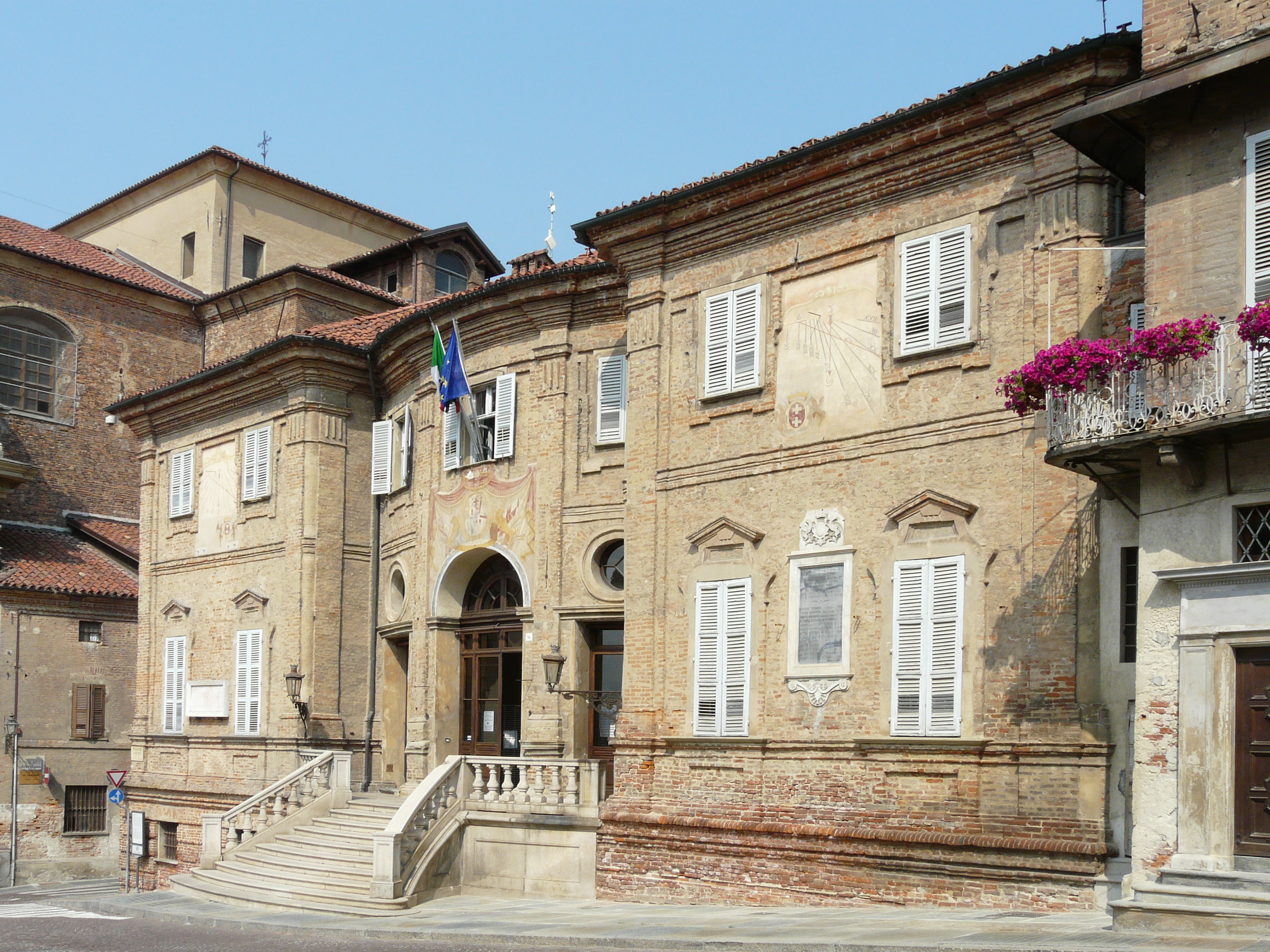
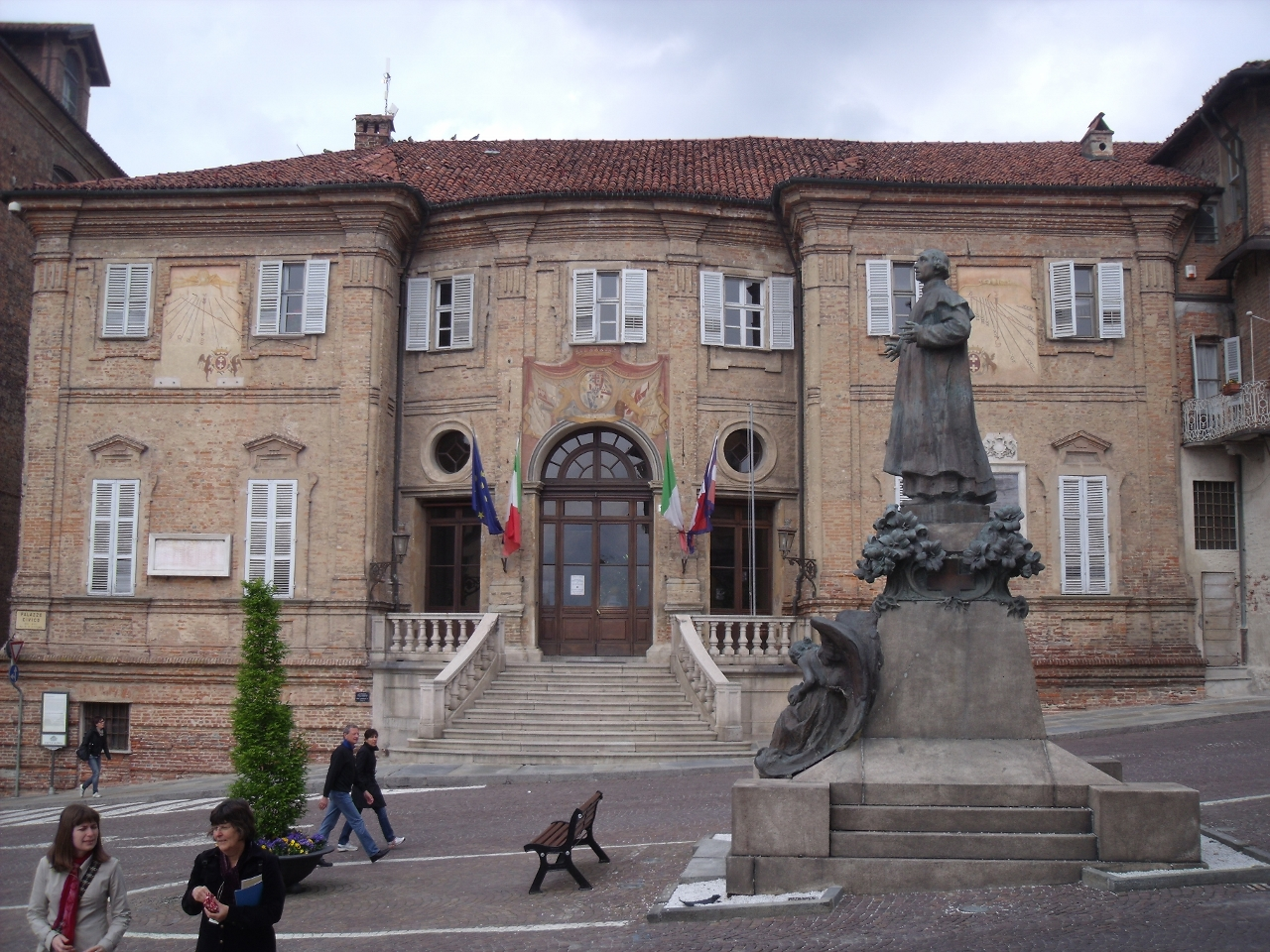
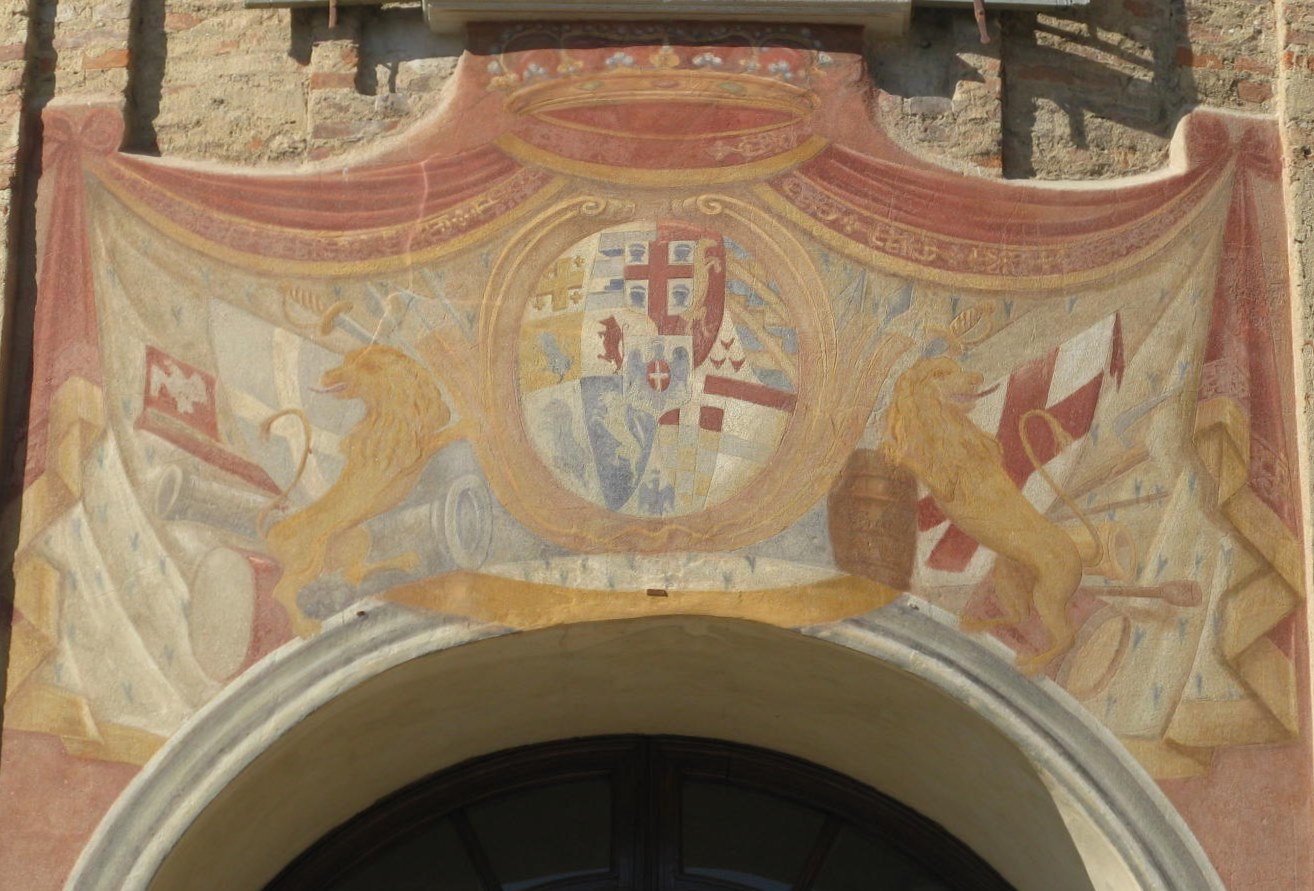